# Casa do Zezinho
Casa do Zezinho é uma organização social, sem fins lucrativos, localizada na extrema zona sul de São Paulo em uma região também conhecida como Triângulo da Morte, na Subprefeitura do Campo Limpo. [1]
Fundada em 1994 para ser um espaço de desenvolvimento das potencialidades humanas e de atuação para crianças e jovens oriundas de famílias com baixa renda. Começou com 7 crianças e hoje atende, anualmente, mais de 1.700 Zezinhos, crianças e jovens de ambos os sexos, com idade entre 6 e 29 anos, que frequentam mais de 60 escolas públicas da região. Oferecem educação complementar, arte, cultura e oficinas de capacitação profissional. Desde sua fundação, tem sido um espaço de oportunidades de desenvolvimento para crianças e jovens que vivem em situações de alta vulnerailidade social.
Para conduzir e direcionar a trajetória dessa Casa foi preciso formalizar os ideais da Tia Dag e tentar sistematizar seu processo de trabalho! Com isso se fizeram mais de vinte anos de trabalho e muitas histórias de sucesso para contar. Conheça mais no que acreditamos, quem somos e onde estivemos.

## O que faz a Casa do Zezinho
Conhecer o que faz a Casa é um processo que transforma: muda a forma de pensar, ver e agir. É preciso atravessar a ponte - literalmente - descobrir o mundo Zezinho e todas as oportunidades mobilizadoras que eles oferecem:
1. Projetos Transformadores: Acreditam que podem mudar o mundo através da educação. Nessa categoria se encaixam os projetos patrocinados.
- Aprender Brincando: A proposta do projeto Aprender Brincando, desenvolvida com as crianças das Salas Violetas, Jeans, Mares, Rios e Matas, é a criação de recantos específicos (Canto das Letras, Canto dos Números, Canto das Experiências, Canto das Histórias e Canto do Corpo), com atividades lúdicas que suprem as deficiências da aprendizagem escolar, principalmente daqueles que não conseguem se alfabetizar no ensino fundamental (1ª a 4ª séries), e acabam, muitas vezes, por abandonar a escola ou terminam o ciclo básico do ensino fundamental sem saber ler e escrever.
- Educação Para o Século XXI: Atender cerca de 150 jovens e adultos que tenham interesse em participar das oficinas. São estudantes que, do ponto de vista quantitativo, já se destacam dos demais por entenderem a importância de uma oportunidade como esta, que vai prepará-los melhor para o mercado de trabalho, ou jovens que já finalizaram a etapa do Ensino Médio e almejam uma formação que lhes permita uma inserção de qualidade no mercado de trabalho ou melhora profissional.
- Projeto Vagalume: Formar jovens e adultos de 17 a 35 anos em cursos profissionalizantes noturnos nas áreas de Gastronomia, Design Gráfico, Inglês, Informática Básica e Cursinho Pré-Vestibular.
- Multimídia e Aplicativos: É um laboratório onde são concebidas e experimentadas estratégias e metodologias que utilizam as tecnologias da comunicação para promover ações de educação e de mobilização social. Através dele inserimos os adolescentes e jovens em um ambiente que objetiva fundamentalmente acelerar o desenvolvimento das habilidades e capacidades requisitadas pelo mercado de trabalho.
- Gastronomia: Capacitar jovens para o mercado de trabalho, para atuarem em restaurantes como auxiliares de cozinha, podendo chegar a ocupar cargos de Chefs, ou em buffets, preparando e realizando eventos que envolvam preparação de alimentos, já que este mercado vem se tornando cada vez mais exigente e competitivo. Fortalecer o grupo envolvido, mobilizando os jovens para a formação de um Grupo de Produção da Casa do Zezinho, para fornecimento de produtos alimentícios a buffets, cafés e eventos.
- Toca Zezinho: O Toca, Zezinho! é um dos projetos fundamentais da Casa do Zezinho e tem como objetivos principais sensibilizar as crianças com relação à musica, promover o ensino artístico de vários instrumentos (em vários níveis), incentivar as crianças talentosas a continuar, e apoiar de maneira geral o desenvolvimento humano de cada um dos meninos e meninas, por meio do desenvolvimento da sensibilidade e da apreciação do belo. O público atendido pela Casa do Zezinho é composto por crianças e jovens de 6 a 21 anos que vivem em condições precárias (falta de saneamento básico, renda per capita familiar mensal de cerca de R$ 100,00, e frequentam escolas públicas da região, que não proporcionam, na maioria dos casos, atividades como a música), e que não tem quase nenhum acesso à cultura e ao lazer. Garotos que, sem a Casa do Zezinho, dificilmente teriam a oportunidade de ter contato com a música erudita. O desenvolvimento do Projeto Toca, Zezinho!, por meio das aulas de instrumentos musicais e da formação de orquestra e coral, tem como base um repertório brasileiro e internacional, e aplica metodologias de ensino coletivo da música, que propiciam fácil identificação perceptiva aos alunos e são amplamente conhecidas nos países com maior tradição de ensino musical. Essas metodologias têm como vantagens a socialização do aluno, a prática de trabalho em equipe e a assimilação mais rápida por meio da contínua observação dos companheiros e da possibilidade de trabalhar com estruturas rítmicas e melódicas de maior complexidade.
- Oficina de Mosaico: O mosaico trabalha a capacidade humana de transformar o velho e sem uso em algo novo e bonito através da imaginação. Ao transformarem, na prática, os cacos, pedacinhos de azulejo e pastilhas, em peças com identidade e compreensíveis aos olhos de outras pessoas, as crianças e jovens estarão reconstruindo relações entre partes para compor um todo. A Oficina de Mosaico aproxima esta imaginação à técnica necessária para a criação de painéis e peças artísticas.
- Caminhos da Transformação: Este espaço tem como objetivos sensibilizar crianças para o cuidado com o meio onde vivem; proporcionar oportunidades de aquisição de conhecimentos, valores, atitudes e interesse ativo para proteger e melhorar o seu ambiente; proporcionar oportunidades para as crianças e adolescentes se inserirem no ambiente da cidade, percebendo sua participação e responsabilidade na conservação deste ambiente, contribuindo para a formação de cidadãos ecologicamente conscientes. As atividades realizadas neste espaço são diversificadas, e oferecem suporte pedagógico ao trabalho desenvolvido pelos educadores da Casa do Zezinho. A metodologia e os conteúdos trabalhados são planejados em conjunto com a pedagogia adotada pela Casa, de acordo com a necessidade e faixa etária de cada Zezinho. Contribuindo para agregar valor às atividades desenvolvidas nos Espaços de Aprendizagem, à medida que são apresentadas de forma criativa e prática, buscando desenvolver a consciência crítica e a preocupação ambiental dos Zezinhos e de todos os envolvidos.
- Speak Up Zezinho: É o nosso projeto de aprendizado da língua inglesa especialmente desenvolvido para que os jovens da Casa, pequenos e grandes, identifiquem-se com o idioma de forma investigativa e lúdica. Conquistamos o interesse dos Zezinhos pelo novo usando referências nacionais para explicar a conexão com o estrangeiro. Geografia, literatura, ciências, culinária e arte misturam-se na gramática inglesa, na pronúncia, na tradução dos sentidos, instigando a vontade de aprender.

2. Comunidade: Para que o processo de transformação seja completo desenvolvemos projetos que trabalhem e atendam a comunidade.
- Se Cuida Zezinho: Se Cuida, Zezinho! é um projeto inovador, que traz o conceito de Saúde Integral para a população da região do Capão Redondo, trabalhando com prevenção primária e secundária para crianças, adolescentes, jovens, adultos (toda a comunidade), usando técnicas diversas para levar cada indivíduo a ser seu próprio agente de saúde. O objetivo é a prática de Medicina Integral/Integrativa, que pode incluir Atendimento Médico, Alopatia, Homeopatia, Acupuntura, Naturologia, Nutrição, Yoga, Psicologia. A filosofia que dá sentido ao trabalho é a mesma da CZ: uma maneira diferenciada de trabalhar com educação integral, pensando sempre no desenvolvimento humano, por meio da promoção da saúde (educação e prevenção), com a pesquisa e a utilização de ferramentas de diversas origens, inovadoras, de alta qualidade. Com o novo espaço, temos a meta de 1.500 atendimentos/mês, trabalhando de 2a feira a sábado.
- Família Zezinho: O Projeto Família Zezinho propõe o desenvolvimento integral e integrado família e comunidade, partindo do atendimento e acompanhamento multidisciplinar e trabalhar o fortalecimento de vínculos, atuando em todas as faixas etárias, uma vez que o atendimento é dirigido a famílias, e ocorre nas residências, de acordo com as necessidades de cada indivíduo e do grupo familiar como um todo. As ações do projeto, realizadas pelos Orientadores Sócio familiares são: visitação domiciliar semanal; diagnóstico dos potenciais e desafios das famílias; atendimento psicossocial com encaminhamento das demandas familiares aos serviços da rede pública e/ou de parceiros; construção de estratégias para fortalecimento dos Projetos de Vida. A Coordenação e a Mediação Pedagógica fazem a supervisão e o monitoramento do projeto.
- Maria Zezinho: Em dezembro de 2014 a Casa do Zezinho recebeu a doação de um imóvel de 76m2 de área construída, próximo de nossa sede, apresentando a oportunidade de ampliarmos nosso atendimento aos idosos da região, oferecendo um espaço de integração, formação e desenvolvimento humano para que jovens e idosos troquem experiências, vivências e interesses mútuos, com atividades de informática, artes, biblioteca, videoteca. Além das atividades oferecidas no novo espaço, nossos atendidos passam a utilizar os serviços oferecidos pela Casa do Zezinho, tais como assistência social, atendimento em nutrição e saúde integrativa, entre outras.

3. Zezinhos: O resultado do nosso trabalho pode ser mensurado de diversas formas. Conheça alguns dos milhares de Zezinhos que se desenvolveram com a Pedagogia do Arco. Acesse o site da Casa e descubra várias histórias.

## Metodologia: Pedagogia do Arco Iris
Conjunto pedagógico inovador de ação social da Casa do Zezinho. Uma pedagogia desenvolvida na prática, promovendo educação de qualidade: esta é a metodologia educacional da Casa do Zezinho — a PEDAGOGIA DO ARCO ÍRIS. Tem como ponto central o desenvolvimento da autonomia de pensamento e de ação a partir de 4 pilares da educação:
1. Ser - (Espiritualidade)
2. Conhecer - (Ciências)
3. Saber - (Filosofia)
4. Fazer - (Arte)

Por que o Arco íris? Pelas possibilidades de manipulação permitidas pelas cores. Meu cavalo pode ser azul, o seu amarelo e o seu verde. Posso brincar do que eu quiser, ser o que eu quiser, com a cor que eu desejar. Um vir-a-ser diferenciado, com a minha própria cor. O passaporte para o meu destino será a cor que eu escolher. As cores do Arco íris representam as possibilidades de sonhar, são as pinceladas da diversidade que a vida contém. A tolerância, o amor, a solidariedade, na alma de cada Zezinho. É a conquista da autonomia através da mobilidade. Na Casa do Zezinho, as etapas que a criança percorre são simbolicamente divididas pelas cores que compõem o Arco íris.
Sete são as cores do Arco íris, reveladas por gotas de água que, como o pés, deixam atravessar a luz do Sol, assim diz a ciência. Essa luz é um fenômeno ondulatório e uma energia produzida pela vibração de partículas. Cada uma das cores que enxergamos é resultado de uma vibração diferente: do violeta ao vermelho esse movimento aumenta, intensifica-se. O passaporte de uma cor para outra, ou seja, de um espaço para outro é a mobilização. A cada cor associamos um dos elementos da Natureza. E, a cada elemento, associamos núcleos de atividades de criação pedagógica, os chamados Espaços de Aprendizagem.
Entendemos que a criança não é aprendiz de conteúdos, então primamos pelo aprender a fazer, a conhecer, a saber, a ser e a viver/conviver. As ações da pedagogia primam em educar para a vida, o aprender a ser e a conviver inspiram a construção de estratégias de ensino e aprendizagem tendo a arte como cenário. Descobrir-se como pessoa de direitos e deveres, num espaço de dignidade e respeito. Todo o empenho da equipe volta para a formação de habilidades, e por isso aprender a fazer encoraja a superar os limites e eleva a auto-estima. É uma educação pautada em valores, que movimenta ações coletivas na comunidade Zezinho e se multiplica pelas teias de convivência e relações de todos. Mais do que a definição dos conceitos de cada valor, o trabalho do desenvolvimento humano. A roda de formação diária é uma importante ferramenta, pode seguir temas geradores ou não. O importante é que ne. momento de troca o formato do círculo favorece o encontro e o compartilhar do que cada um tem a dizer. Neste espaço, pode-se trabalhar regras de convivência, programações do dia, mudanças necessárias sob o consenso de todos, e a apuração dos senti-dos.
A atuação da Casa do Zezinho se dá em toda a rede de relações dos Zezinhos: a escola, a família, a saúde, as lei, a cidadania, promovendo seu desenvolvimento e o reconhecimento de suas potencialidades através do incentivo à curiosidade, ao prazer pela descoberta e ao aprendizado constante, por meio de um processo de construção do conhecimento que desenvolve a criação e a reflexão crítica, tendo como meta o desenvolvimento humano. Construir o futuro, não como uma promessa, mas sim como algo que se realiza a cada dia. Os educadores da Casa do Zezinho estão abertos e preparados para receber diariamente as crianças e jovens que, devido à situação de carência de condições dignas de vida, chegam sem nenhuma condição de concentração para aprender. A primeira ação do educador é nutrilos com um sentimento de segurança indispensável — acolher, ouvir e conversar com os Zezinhos, respeitando sua própria percepção de mundo. Um caminho criativo e produtivo.
A integração de todas as formas possíveis de expressão, a palavra, a cor, a forma, os ritmos e os sons, o movimento, num conceito educacional que acompanha os Zezinhos e os ajuda a encontrar segurança e buscar uma identidade. Não ignorar ou evitar a gravidade dos problemas trazidos por eles, mas sim assumi-los prontamente. O educador do Espaço de Aprendizagem acompanha o grupo em todas as atividades propostas, e também nas Oficinas. Chamamos de oficineiro o educador que atende os Zezinhos responsabilizando-se por uma Oficina específica. Ambas as funções se complementam e se fortalecem, pois o educador do Espaço de Aprendizagem tem acesso às informações gerais do grupo, tornando-se um referencial.
O educador do Espaço de Aprendizagem faz a ponte com a escola, e tem parceria direta com as famílias, nas reuniões e atendimentos individuais quando a situação pede. A escola desencadeia um processo de ensino com os educandos nem sempre bem sucedido. Requer acompanhamento da nossa parte e sensibilização das famílias para participarem positivamente das tarefas, sejam elas quais forem. O importante é a garantia de que juntos construímos possibilidades, caminhos. Anualmente pensamos em temas e ações que abarcam todas as idades, contribuindo para a formação e o desenvolvimento humano. Buscamos despertar as potencialidades, lideranças e descortinar habilidades a partir da arte enquanto expressão. No decorrer do trabalho, nos atemos em acolher as dificuldades e limitações a que muitos ficam submetidos devido à exclusão, pelo 'não saber'. Na convivência, aprendemos juntos e podemos partilhar saberes.
Estipulamos metas que visam preparar os passos do Zezinho na sua rede relações do futuro, nos campos pessoal e profissional. Os planejamentos pedagógicos centram-se no trabalho com valores humano, resgate da auto-estima, estímulo das ações em equipe, desenvolvimento do interesse pela leitura e escrita, entendimento e manipulação das operações administrativas, desenvolvimento dos trabalhos de pesquisa sobre profissões do mercado de trabalho e postura para buscá-lo, na articulação das idéias, no despertar para sua própria existência, e na autoria do início de seu projeto de vida.

## Diretrizes
1. Missão
Criar condições por meio da educação, da arte e da cultura, para que crianças e jovens, em situação de alta vulnerabilidade social e baixa renda, superem suas limitações - sociais e pessoais - e conquistem autonomia de pensamento e de ação para escolher e trilhar seus próprios caminhos.
2.Visão
Continuar construindo pontes, fomentando o desenvolvimento humano para que dessa forma a sociedade se transforme em um lugar melhor. Desenvolvendo respeito e civilidade, além de continuar capacitando o indivíduo para que este se transforme em um multiplicador.
3. Valores
Transparência nas transações
Ética nos trabalhos
Valorização e respeito ao indivíduo
Integridade com os compromissos
Solidariedade ao próximo
Desenvolvimento humano e social
Responsabilidade ambiental

## Nossa História até 2015
Muita coisa precisava mudar. Como enxergar uma realidade tão destoante e não se mobilizar para melhor, a Casa do Zezinho surge com os ideais revolucionários, a partir de um grupo disposto a mudar o mundo. Hoje, é uma organização social sem fins lucrativos, localizada próxima ao Parque Santo Antonio — zona sul da cidade de São Paulo — na Subprefeitura do Campo Limpo, uma região com aproximadamente 700.000 de habitantes.
A Casa do Zezinho, desde sua fundação, tem sido um espaço de oportunidades de desenvolvimento para crianças e jovens que vivem em situações de alta vulnerabilidade social. Cria condições para a formação do pensamento crítico e do desenvolvimento das potencialidades de cada um, estimulando nesses Zezinhos novas perspectivas e um novo mundo de opções.
Fundada com sete crianças, o objetivo era ser um espaço de atuação para jovens pertencentes a famílias de baixa renda. Hoje atende, anualmente, mais de 1.700 jovens e adolescentes, de ambos os sexos, com idade entre 6 e 29 anos pautada no desenvolvimento humano através de múltiplas atividades de educação como arte, cultura e oficinas de capacitação profissional.
No início da década de 1990 Dagmar e seu marido Saulo compraram uma casa para morar no Parque Maria Helena. Há cerca de 15 anos, apesar da aparência ainda relativamente tranquila e limpa, as primeiras áreas da zona sul de São Paulo começavam a ser invadidas pelas famílias que não se encaixavam na cidade, expulsas pela engrenagem e pela cada vez mais míope gestão pública.
Neste período, passaram a se reencontrar com um grupo de amigos da época de faculdade. Um período de muita luta política e de sonhos de justiça social. Este grupo tinha — e ainda tem — em comum, a crença na educação como único meio de transformação do indivíduo e da sociedade.
O sonho da Tia Dag, de ter uma casa de formação, educação e desenvolvimento humano para crianças de baixa renda, passou a ser o objetivo do grupo e, com o início dessa parceria, esse sonho começou a se concretizar. Em vez de colocar a casa à venda e buscar um refúgio com grades altas, como talvez nós tivéssemos feito, a paulistana Dagmar Garroux, aos 36 anos, teve aquela que talvez tenha sido a melhor ideia de sua vida...
Em setembro de 1993, a casa comprada para morar transformou-se na primeira sede da Casa do Zezinho.
Em 1993, realizávamos atividades com as crianças — sete, e logo doze — apenas duas vezes por semana, no período da tarde. As atividades desenvolvidas eram as de complementação escolar — um suporte fundamental às crianças que frequentam escolas públicas de periferia — em função da escassez de recursos de aprendizagem. Além disso, dávamos aulas de modelagem em cerâmica, atividade que contribui para o equilíbrio emocional das crianças, facilitando seu aprendizado, suas conquistas e seu posicionamento no mundo. (TIA DAG)
Instituída como Cooperativa Educacional e Assistencial em 06 de março de 1994, as vagas foram ampliadas para 20, no primeiro semestre, e 30 no segundo. As atividades, ainda no período da tarde, foram sendo gradativamente estendidas a cinco dias da semana. Também foi preciso repensar a logística, uma vez que as crianças chegavam mal alimentadas. A partir desse ano, passaram então, a ter o almoço antes do início das atividades, além do lanche oferecido à tarde.
No início, o almoço era responsabilidade do voluntário do dia. Com o aumento no número de crianças, a Casa do Zezinho passou a contar com mais voluntárias que se revezavam na cozinha para fazer a comida.
Em 1995 manteve-se a mesma estrutura, apenas com um número maior de crianças atendidas. Eram em 50 no primeiro semestre, chegando a 75 até o final do ano. Nesta época, a casa já estava pequena para a quantidade de crianças. Já não era mais possível ficarem todos na mesma sala de atividades, o grupo precisava ser dividido. Enquanto uma parte das crianças ficava em atividades na sala de aula a outra estava em atividades no pátio, ou em alguma outra sala improvisada. Com isso houve a necessidade de um número maior de voluntários e da presença constante de funcionários que dariam o apoio diário na estrutura que se formava.
Para o início das atividades em 1996, a casa precisou passar por uma reforma para acomodar todas as crianças matriculadas. Começou a se esboçar, então, a atual estrutura de funcionamento, com atividades em período integral, para grupos diferentes de crianças, conforme o horário que frequentavam a escola. Muito do que foi construído em relação ao desenvolvimento dos processos pedagógicos, foi se formando baseado nas experiências vividas no cotidiano. Dividiam-se as crianças em 3 grupos, organizados por critérios de nível de aprendizagem, maturidade e desenvolvimento bio-psicopedagógico.
Esta fase foi um marco para o processo de crescimento da Casa do Zezinho. Cada vez mais se sentiu a necessidade de aumentar o número de funcionários e voluntários, que desenvolviam suas atividades se revezando nos espaços disponíveis. Nesse momento, tinham três salas de atividades e um salão maior, biblioteca e sala de vídeo. Para as pessoas que trabalhavam com as crianças desde o início, em situação muito mais improvisada, essa mudança foi maravilhosa. Entretanto, o espaço já estava pequeno.
Lembram com empolgação quando tiveram a oportunidade de alugar um terreno, quase em frente à Casa. Construíram uma quadra, que até hoje, é usada pelas crianças e adolescentes para atividades esportivas e recreativas. Este espaço, está também disponível à comunidade.
Até este momento, em apenas três anos, as ideias daquele grupo estavam se concretizando e se desenvolvendo com extrema rapidez. Tudo crescia proporcionalmente e foi preciso se reestruturar para continuar atendendo a demanda. A alimentação, por exemplo, era fundamental para o desenvolvimento dos Zezinhos e por isso, além do almoço e do lanche da tarde, passou a ser fornecido café da manhã.
Foi ainda neste ano, em meados de fevereiro, que se iniciou a construção da nova sede, em um terreno no mesmo quarteirão da primeira. Este espaço foi comprado e doado à Casa do Zezinho em julho de 1995, por um grupo de empresários. Até essa época, a manutenção das despesas era feita com as contribuições dos cooperados e doações de empresas ou pessoas físicas, além de bingos, bazares e rifas.
No final desse ano e sob a liderança da Tia Dag, o grupo de voluntários mais antigo formatou o Projeto Cidadania, que constituiu o plano pedagógico que embasou a proposta educacional e as atividades da Casa do Zezinho, conhecido hoje como a Pedagogia do Arco íris. A experiência acumulada foi mais do que suficiente para dar consistência a elaboração e sistematização do projeto que vinha sendo trabalhado com as crianças.
Durante o ano seguinte, em 1997, o número de vagas chegou a 180, algo nunca imaginado antes por seus idealizadores. Foi também o ano de implementação gradativa e consolidação do Projeto como um todo, com o recrutamento e treinamento dos educadores que faltavam para sua ativação total. Esse processo se prolongou por dois anos.
A partir de 1999 iniciou-se a etapa de instalação das Oficinas Culturais, as de Capacitação Profissional e dos Espaços de Aprendizagem, que complementaram o Projeto Cidadania, já preparando a Casa do Zezinho, como um todo, para a ocupação da nova sede. Passaram a existir a área de Projetos e de Comunicação e Marketing, com o objetivo de divulgação e captação de recursos. Até então, essa era uma função desempenhada pelo grupo de formação original.
Em 2000 uma nova fase teve início com a inaugurada à nova sede, ampliando o atendimento para 300 crianças e adolescentes, com atividades de segunda a sábado e fornecendo refeições que incluíam o café da manhã, almoço e lanche. Neste ano, a lista de espera teve um crescimento impressionante, chegando ao número de 1.200 crianças. Um ano depois, 2001, as vagas aumentaram para 520, o que se manteve também no ano seguinte, com a mesma estrutura de atendimento.
Em 2003, já com dez anos de vida, a Casa do Zezinho estava estruturada como ONG, desenvolvida como instituição de ensino e consolidada com seu comprometimento com a comunidade na qual estava instalada. Dentro dessa perspectiva, passou a atender 1.000 crianças, e consequentemente, a lista de espera estava perto dos 2.000 nomes. A solução para poder atender mais Zezinhos foi a criação dos Ateliês Livres, que passaram a oferecer 500 vagas em sistema de rodízio, frequentados duas ou três vezes por semana pelos participantes, além da manutenção do atendimento diário oferecido aos 520 Zezinhos já matriculados.
Em 2004 foi ampliado um pouco mais o atendimento, oferecendo um total de 1.200 vagas, 55% para crianças e adolescentes que frequentavam a Casa diariamente, e os outros 50% no sistema de Ateliês Livres. Neste mesmo ano, a natureza jurídica da Casa do Zezinho foi mudada, de Cooperativa para Associação. Entre 2005 e 2007 o número de vagas não se alterou.
No ano de 2008 foi mantido o atendimento para o mesmo número de crianças, adolescentes e jovens em todos os dias da semana, sendo acrescentadas atividades também aos sábados, o que se manteve em 2009 e 2010. Em 2011 a Casa do Zezinho passou a oferecer turmas de preparação para o ENEM e vestibular no período noturno para jovens adultos com Ensino Médio concluído.
Em 2015 a Casa do Zezinho tem três novos projetos: o Se Cuida Zezinho que atende a comunidade promovendo hábitos de saúde aos sábados, o Santo Zé, bazar que arrecada doações e vende em prol da instituição e o Maria Zezinho que é a troca de conhecimento entre idosos e uma nova geração, interagindo e se desenvolvendo juntos.
Com o passar do tempo percebeu-se a importância do bem estar da comunidade para que o aluno pudesse se desenvolver de maneira plena e completa, por isso, cada vez mais, os projetos foram se destinando à comunidade e famílias do bairro.

## Prêmios
- Prêmio "Mulheres Que Mudam Histórias". A Deputada Estadual Clélia Gomes e o Vereador Laércio Benko, convidaram Tia Dag (Dagmar Rivieri) para Sessão Solene, na Câmara Municipal de São Paulo (Sp- 13/09/15)

- Prêmio Salva de Prata Salva de Prata  Casa do Zezinho (São Paulo, 17 de Setembro/2014) Câmara Municipal de São Paulo

- Prêmio Cidadão Sustentável - 2a Edição Categoria Educação (São Paulo, Janeiro/2014) Catraca livre em parceria com a Rádio CBN e Rede Nossa São Paulo

- MPN 2011 (Meus Prêmios Nick)  Nickelodeon Categoria Ajude seu Mundo  Dagmar Garroux, como Presidente da CZ (São Paulo, Outubro/2011)

- III Prêmio Carrano de Luta Anti-Manicomial e Direitos Humanos  Coletivo Gato Seco  Nos Telhados da Loucura Categoria Direitos Humanos: Criança e Adolescente  Dagmar Garroux,como Presidente da CZ (São Paulo, Maio/2011)

- Comunidade do Jardim Jangadeiro Dezembro/2007 Personalidade do Ano

- PNBE Pensamento Nacional das Bases Empresariais Prêmio PNBE de Cidadania A Empreendedora Social que Queremos Dezembro/2007

- Edição Especial Revista Época 100 Brasileiros mais influentes em 2009 Dezembro /2009

- AfroReggae Categoria Inovação Social Outubro/2009 Teatro Carlos Gomes  Rio de Janeiro/RJ

- Casa do Zezinho Anúncio "Teste"  Agência AlmapBBDO São Paulo/SP

- Prêmio Profissionais do Ano 2009

- Prêmio Milton Santos Câmara Municipal de São Paulo Salva de Prata  Casa do Zezinho Junho/2010

- Ordem do Ipiranga Governo do Estado de São Paulo Comendadora Setembro/2010

- 15o Prêmio Nacional de Seguridade Social Categoria - Ação Social Novembro / 2010

- Prêmio "Chico Xavier de Reconhecimento Humanitário" A Casa do Zezinho foi premiada pelo conjunto de ações de respeito e amor ao semelhante(SP - 30/06/15)

- Brazil Foundation - O Conselho Diretor da Brazil Foundation tem satisfação de homenagear DAGMAR GARROUX fundadora da Casa do Zezinho no I BRAZIL FOUNDATION GALA São Paulo Fundação Maria Luisa e Oscar Americano. 29 de Maio de 2014

- Prêmio Empreendedor Social 2011  Fundação Schwab / Folha de S.Paulo Finalista, como Presidente da CZ (São Paulo, Novembro/2011)

- 6o Prêmio Educador Inventor  Associação Cidade Escola Aprendiz Dagmar Garroux, como Presidente da CZ (São Paulo, Agosto/2011)

- Prêmio FIES Fundo Itaú de Excelência Social - Banco Itaú Patrocínio do Projeto Educação de Jovens para o Século XXI Dezembro /2007

- Revista TRIP Prêmio TRIP Transformadores Categoria Saber Dezembro/2007

- Conselho Comunitário de Segurança (CONSEG Jardim São Luiz) 6o Prêmio Destaque do Ano  2008 Agosto/2008

- 12o Prêmio Betinho de Cidadania e Democracia Câmara Municipal de São Paulo Menção Honrosa  Casa do Zezinho Agosto/2009

- Prêmio Orilaxé 2009  10a edição Orilaxé significa a cabeça tem o poder de realização

- Rede Globlo Categoria Institucional Novembro/2009

- Prêmio Generosidade  Editora Globo Dezembro/2009

- Câmara Municipal de São Paulo Menção Honrosa  Casa do Zezinho Agosto/2010

- Projeto A Gente Transforma Casa do Zezinho e Marcelo Rosenbaum Outubro/2010